# Every Little Thing (Carlene Carter-låt)
"Every Little Thing" är en singel av den amerikanska countryartisten Carlene Carter, släppt i maj 1993 som första singel från albumet Little Love Letters som kom samma år. Låten nådde topplaceringen #3 på Billboards Hot Country Singles & Tracks i augusti samma år.
Bert Månson skrev en text på svenska som heter Varje litet ögonkast, med vilken låten 1993 tolkades av Flamingokvintetten, Grönwalls och Ann-Cathrine Wiklander. En annan text på svenska, "Varje liten dröm" av Jan Erik Häggkvist, tolkades av Sven-Erics 1993.

## Listplaceringar
| Lista (1993)                                 | Topplacering |
| -------------------------------------------- | ------------ |
| Kanada (RPM Country Tracks)                  | 3            |
| USA (Billboard Hot Country Singles & Tracks) | 3            |

### Fotnoter
1. ↑  Carlene Carter Hot Country Songs Chart History
2. ↑  Information i Svensk mediedatabas.
3. ↑  Information i Svensk mediedatabas.
4. ↑  Information i Svensk mediedatabas.
5. ↑  Information i Svensk mediedatabas.